# Bi Wenjing
Bi Wenjing (Xintai, Shandong, China, 28 de julio de 1981) es una gimnasta artística china, especialista en el ejercicio de barras asimétricas con el que ha llegado subcampeona olímpica en 1996.

## Carrera deportiva
En los JJ. OO. de Atlanta (Estados Unidos) de 1996 consigue el oro en las barras asimétricas, tras la rusa Svetlana Khorkina (oro) y empatada con la estadounidense Amy Chow.
En el Mundial celebrado en Lausana (Suiza) en 1997 ganó la medalla de bronce en asimétricas, de nuevo tras la rusa Svetlana Khorkina y de su compatriota la china Meng Fei; asimismo consiguió el bronce en el concurso por equipos —tras Rumania y Rusia— siendo sus compañeras de equipo: Liu Xuan, Kui Yuanyuan, Duan Zhou, Meng Fei y Mo Huilan.